# Natakon Yodnuan
Natakon Yodnuan (thailändisch ณธกร ยอดนวล, * 12. Oktober 1998) ist ein thailändischer Fußballspieler.

## Karriere
Natakon Yodnuan steht seit mindestens 2019 beim Phrae United FC unter Vertrag. Der Verein aus Phrae, einer Stadt in der Provinz Phrae in der Nordregion von Thailand, spielte in der dritten Liga, der Thai League 3, in der Upper Region. Ende 2019 wurde er mit dem Verein Vizemeister der Liga und stieg somit in die zweite Liga auf. Sein Zweitligadebüt gab er am ersten Spieltag der Thai League 2 am 14. Februar 2020 im Spiel gegen Chainat Hornbill FC. Hier wurde er in der 50. Minute für Isaka Cernak eingewechselt. Im Sommer 2023 verließ er den Verein und schloss sich dem Drittligisten Phitsanulok FC an. Mit dem Verein aus Phitsanulok spielte er zweimal in der Northern Region der Liga. Im Dezember 2023 wurde sein Vertrag nicht verlängert.

## Erfolge
Phrae United FC
- Thai League 3 – Upper: 2019 (Vizemeister)  ▲